# Бюнтинг, Генрих
Генрих Бюнтинг (нем. Heinrich Bünting; 1545, Ганновер, Брауншвейг-Люнебург — 30 декабря 1606, Ганновер, Брауншвейг-Люнебург) — протестантский теолог, географ и летописец. Известность ему принесло его географическое описание библейских мест Палестины с образными эмблематическими иллюстрациями.

## Биография
Родился в семье ювелира и торговца серебром Иоганна Бюнтинга или Ганса Бунтинка и его жены Елены, дочери Генриха Лорлеберга. Генрих Бюнтинг вырос в Ганновере, сначала посещал местную латинскую школу, а затем получил образование в Мартино-Катаринеуме под руководством Андреаса Пухениуса в Брунсвике. С сентября 1568 года изучал теологию, философию и математику в Виттенбергском университете и в 1569 году получил там степень магистра.
Герцогиня Сидония Саксонская назначила его проповедником в замке Каленберг, в марте 1571 года он был рукоположен в проповедники своим учителем Фридрихом Видебрандом в Виттенберге. В 1599 году он был низложен из-за обвинений в ошибочном учении, поскольку он, следуя Якобу Андреэ в учении о вездесущности, внёс свой вклад в спор между различными лютеранскими и реформатскими доктринами.
Последние годы жизни провёл как частное лицо в Ганновере вместе со своим братом Конрадом, который, будучи доктором права, с 1573 года был городским синдиком и советником по вопросам чеканки монет, где он, очевидно, зарабатывал на жизнь варкой пива. Бюнтинг был похоронен в хоре рыночной церкви в своем родном городе.
В 1571 году Генрих Бюнтинг попытался обратить в христианство двух еврейских разбойников, приговоренных к смерти; ему удалось обратить одного.

### Itinerarium Sacrae Scripturae
Наиболее важной его работой стала «Itinerarium Sacrae Scripturae», богато иллюстрированный рассказ о святых местах Палестины, была опубликована много раз и переведена на разные языки. Известно по меньшей мере 61 издание, включая шесть только на английском языке в период между 1619 и 1682 годами. Маловероятно, чтобы Бюнтинг когда-либо сам путешествовал по Святой Земле, скорее всего он пользовался более ранними картами и отчетами о путешествиях, например, Бурхарда де Монте-Сиона и Бернхарда фон Брейденбаха. Его работа считается наиболее полным собранием знаний о библейской географии того времени. Бюнтинг точно проследил маршруты библейских персонажей от Адама, Авраама и Моисея до Христа и апостолов и систематизировал эту информацию по местам Палестины, каждому из которых была посвящена отдельная глава.
Особого внимания заслужили содержащиеся в ней эмблематические карты, на которых Европа изображена в виде девы, Азия — в виде Пегаса, а весь мир — в виде трилистника. Клеверный лист — это дань уважения гербу города Ганновера; подпись к гравюре гласит: «Die gantze Welt in ein Kleberblat / Welches ist der Stadt Hannover / meines lieben Vaterlandes Wapen». Эта иллюстрация была отмечена на выставке в Ганновере в рамках всемирной выставки Expo 2000. Изображение Европы в образе девы, вероятно, восходит к карте тирольского картографа Иоганна Путча 1537 года. После того как Генрих Бюнтинг включил его в издание Itinerarium 1587 года, Себастьян Мюнстер использовал его в своей «Космографии» 1588 года; этот мотив также использовался в пропагандистских памфлетах во время Нидерландской революции.

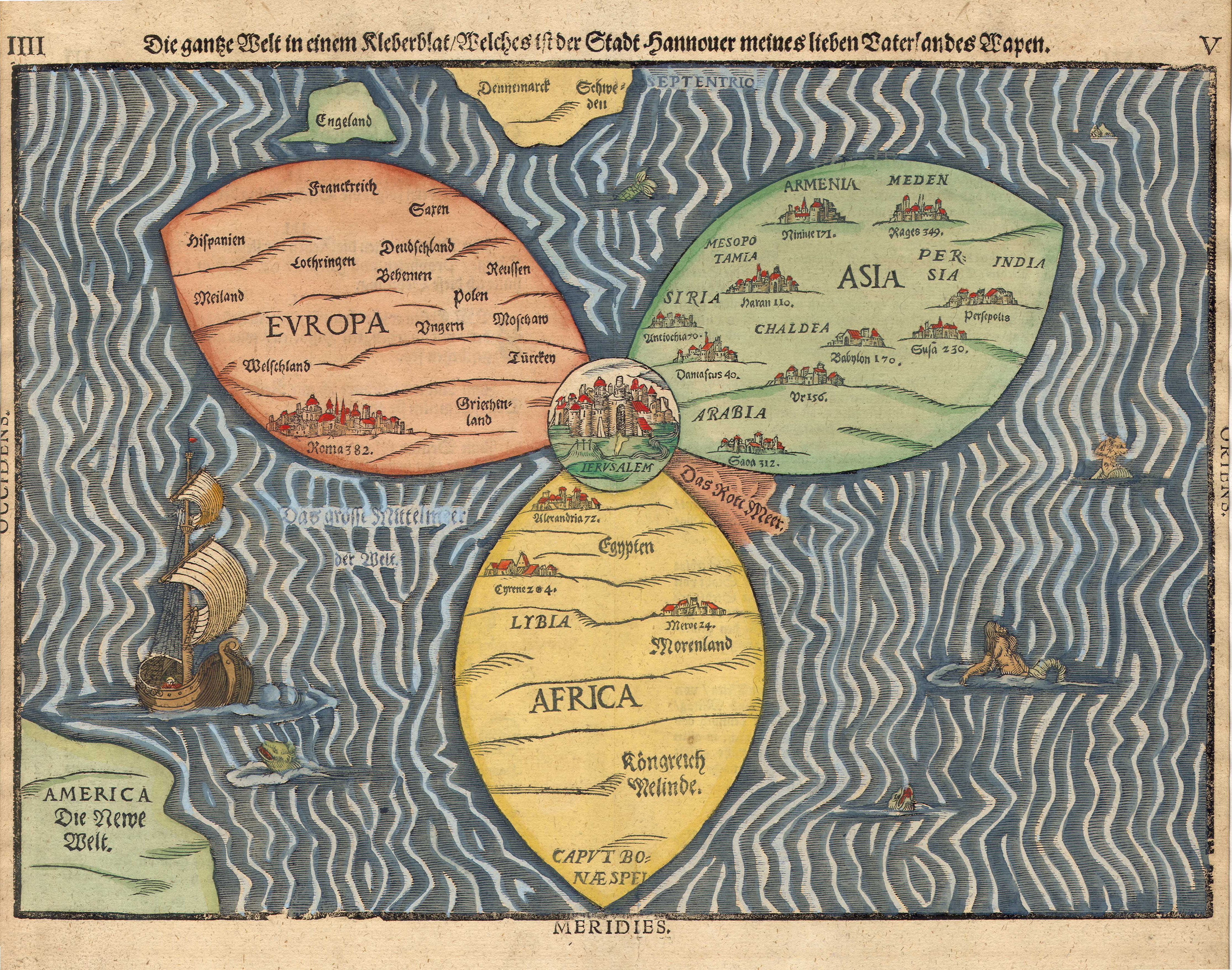
Карта мира[англ.], составленная Бюнтингом в 1581 году
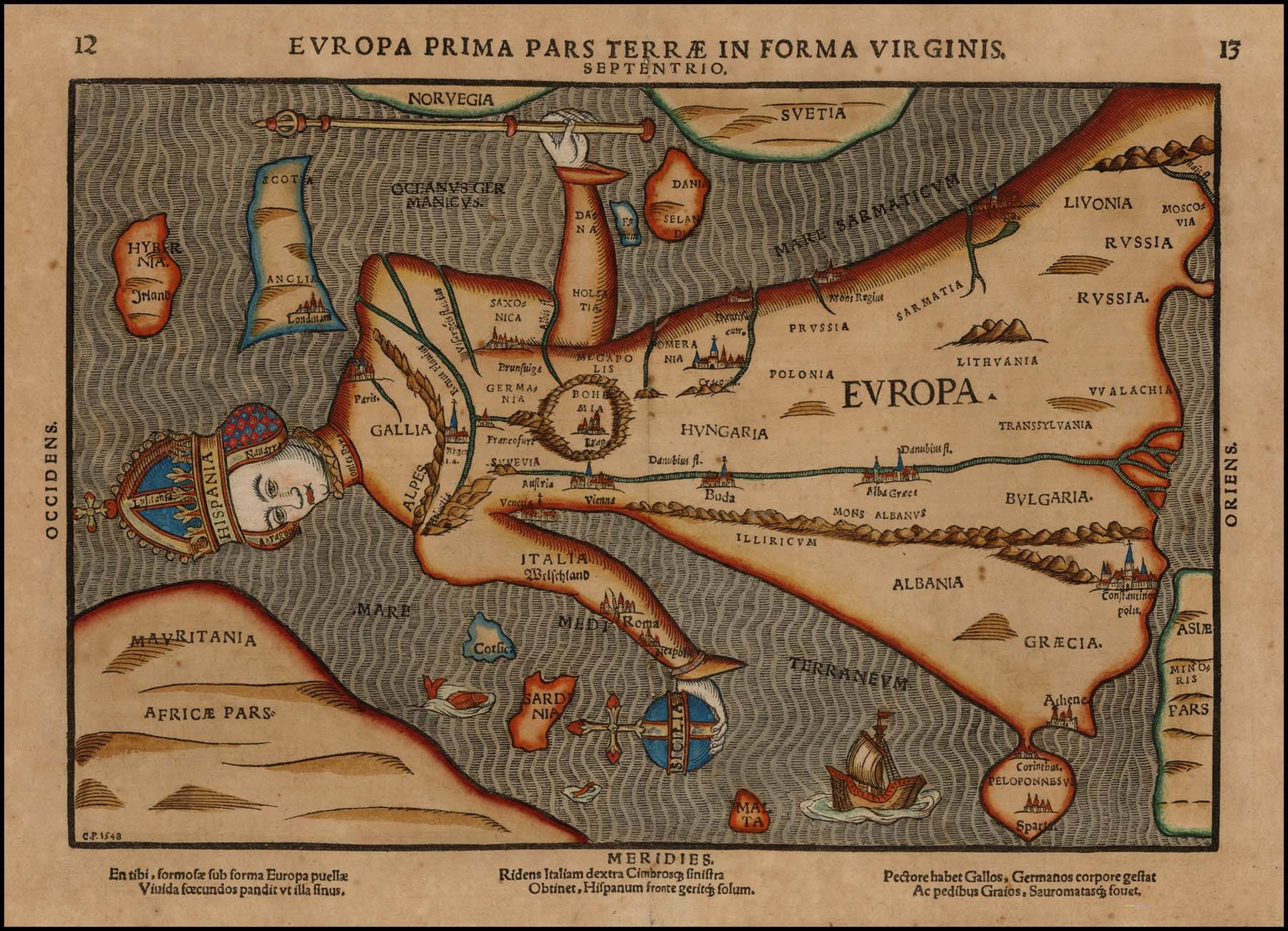
Карта Европы в виде девы
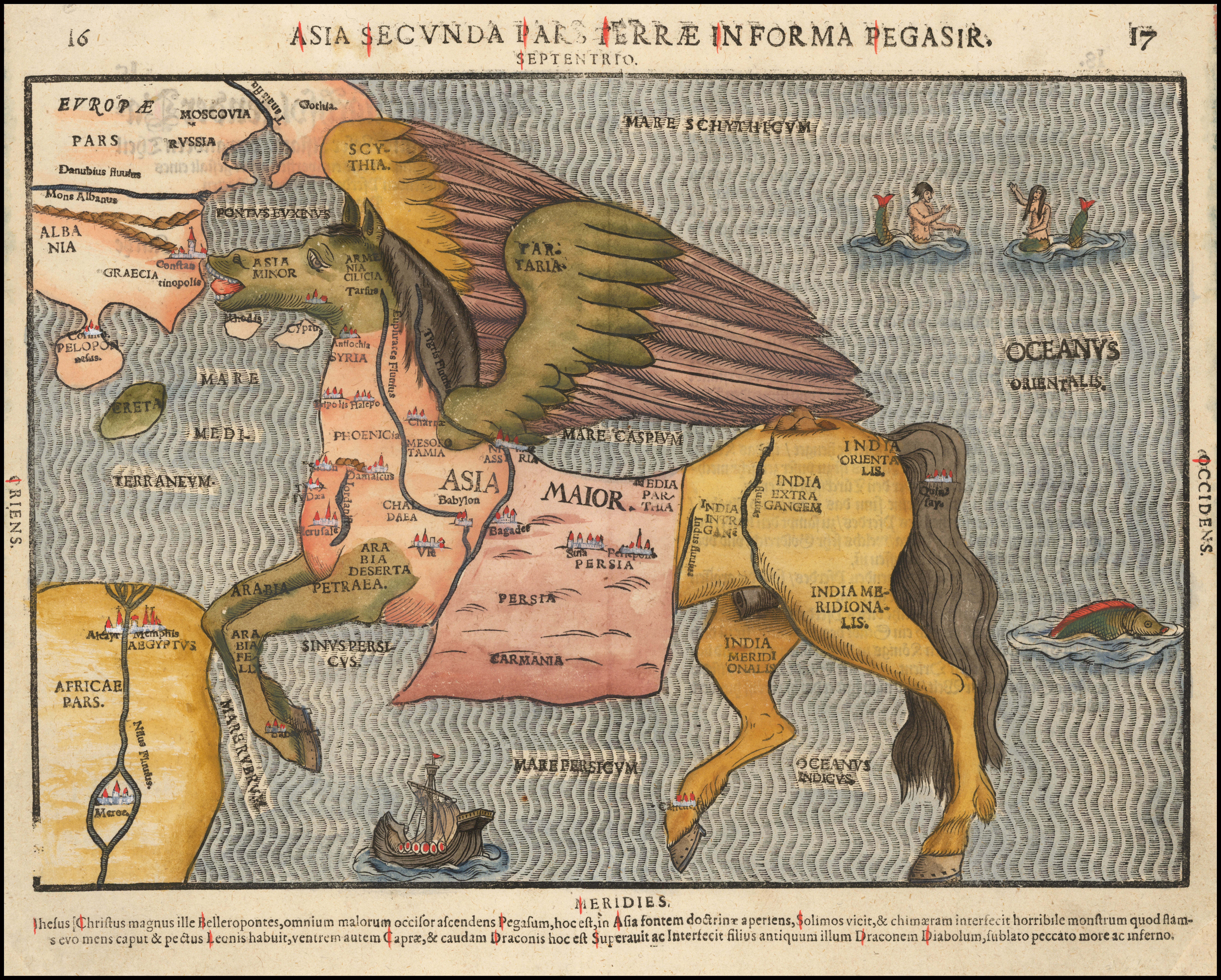
Карта Азии в виде Пегаса